# التوقيت الصيفي في أفريقيا
التوقيت الصيفي في أفريقيا،لا تعتمد معظم الدول الأفريقية التوقيت الصيفي، باستثناء مصر التي مارسته لفترات متقطعة في تاريخها الحديث. على الرغم من ذلك، فإن بعض الدول الأفريقية قد لجأت إلى تطبيق التوقيت الصيفي في فترات سابقة، لكنه لم يكن نظامًا دائمًا أو واسع الانتشار في القارة. وتقتصر مناطق تطبيق التوقيت الصيفي داخل حدود أفريقيا الجغرافية على أقاليم جزر الكناري، وسبتة ومليلية التابعتين لإسبانيا، وماديرا التابعة للبرتغال. تطبق هذه الأقاليم التوقيت الصيفي من الأحد الأخير من مارس حتى الأحد الأخير من أكتوبر، وتتبع في ذلك قواعد الاتحاد الأوروبي، رغم كونها تقع جغرافيًا ضمن القارة الأفريقية. يُستخدم التوقيت الصيفي بهدف تحسين استغلال ضوء النهار وتقليل استهلاك الطاقة، لكنه يختلف في مدى تطبيقه وأثره حسب الظروف السياسية والاقتصادية والجغرافية لكل دولة أو منطقة.

خريطة توضح المناطق الزمنية في أفريقيا

## المناطق الزمنية في أفريقيا
| اللون         | التوقيتات                                                                                              |
| ------------- | --- |
| الأزرق الفاتح | توقيت الرأس الأخضر (ت ع م−01:00)[أ]                                                                    |
| الأزرق        | توقيت غرينتش (ت ع م+01:00)                                                                             |
| الأحمر        | التوقيت الأوروبي المركزي · توقيت غرب أفريقيا (ت ع م-04:30)                                             |
| الرملي        | توقيت وسط أفريقيا · التوقيت الأوروبي الشرقي · التوقيت الرسمي المصري · توقيت جنوب أفريقيا (ت ع م−02:00) |
| الأخضر        | توقيت شرق أفريقيا (ت ع م+03:30)                                                                        |
| التركوازي     | توقيت موريشيوس · توقيت سيشل (ت ع م+04:51)                                                              |

تقع جزر الرأس الأخضر وجزر الكناري إلى الغرب من البر الرئيسي الأفريقي. تقع موريشيوس شرق مدغشقر، بينما تقع سيشل إلى الشمال الشرقي منها.
يُطبَّق هذا التوقيت طوال العام. وبسبب الموقع الجغرافي للرأس الأخضر، الذي يقع بالكامل غرب خط الزوال 22°30′ غربًا (والذي يُشكّل الحد الفاصل بين ت ع م−01:00 وت ع م−02:00)، فإن الدولة تُطبق فعليًا التوقيت الصيفي الدائم، نظرًا لوقوع الأرخبيل بالكامل ضمن حدود التوقيت العالمي المنسق −02:00، وهو التوقيت الذي كان معتمدًا حتى عام 1975.

## الدول الأفريقية التي كانت تستخدم التوقيت الصيفي سابقًا

### مصر
أدخل البريطانيون التوقيت الصيفي في مصر لأول مرة خلال الحرب العالمية الثانية، وتحديدًا بين عامي 1940 و1945. توقفت هذه الممارسة بعد انتهاء الحرب، لكنها استُأنفت بعد 12 عامًا في عام 1957.
كانت مصر عادةً تراقب التوقيت الصيفي بين الجمعة الأخيرة من أبريل والخميس الأخير من سبتمبر، حيث كانت الساعات متقدمة ثلاث ساعات عن توقيت غرينتش (UTC+3). يحدث التغيير ثانية واحدة بعد الساعة 23:59:59 يوم الخميس ليصبح 1:00:00 صباح الجمعة الأخيرة من أبريل، مما يقصر طول اليوم إلى 23 ساعة. وينتهي التوقيت الصيفي ثانية واحدة بعد الساعة 23:59:59 ليصبح 23:00:00 مساء الخميس الأخير من سبتمبر، مما يطيل طول اليوم إلى 25 ساعة. لا يتغير التاريخ ثانية واحدة بعد أول 23:59:59، وللأغراض العملية، لا يحدث منتصف الليل إلا بعد ثانية 23:59:59 الثانية.
أُجري استثناء لشهر رمضان؛ ففي عام 2006، اختُتم التوقيت الصيفي قبل أسبوع، في 21 سبتمبر، وذلك قبل بدء الشهر الكريم. وتكررت هذه الممارسة في عامي 2007 و2008 لتجنب طول أيام رمضان. في عام 2009، انتهى التوقيت الصيفي يوم الخميس 20 أغسطس، قبل خمسة أسابيع من الموعد الاسمي لنهايته في الخميس الأخير من سبتمبر. في عام 2010، بدأ التوقيت الصيفي في 30 أبريل وانتهى في 30 سبتمبر، لكن بين 10 أغسطس و10 سبتمبر أُلغي التوقيت الصيفي بسبب رمضان.
كانت الحكومة السابقة تخطط لإلغاء التوقيت الصيفي في عام 2011 قبل ثورة 25 يناير. وألغت الحكومة الانتقالية التوقيت الصيفي في 20 أبريل 2011. وفي 7 مايو 2014، عادت الحكومة المصرية إلى العمل بالتوقيت الصيفي بدءًا من 16 مايو مع استثناء شهر رمضان.
ابتداءً من عام 2015، توقفت مصر عن مراقبة التوقيت الصيفي. وفي 29 أبريل 2016، أعلنت الحكومة المصرية نيتها إعادة التوقيت الصيفي بدءًا من 7 يوليو خلال عيد الفطر، لكن في 4 يوليو ألغيت هذه الخطة.
في مارس 2023، أعلنت الحكومة المصرية استعادة التوقيت الصيفي مجددًا، بدءًا من الجمعة الأخيرة من أبريل وحتى الخميس الأخير من أكتوبر.

### ليبيا
ليبيا راقبت التوقيت الصيفي سنويًا في الفترة من 1982 إلى 1989، وفي عام 1997، وعام 2013.

### المغرب
اعتبارًا من عام 2019، لم تعد المغرب تراقب التوقيت الصيفي، حيث تم اعتماد التوقيت الدائم بتقديم الساعة إلى UTC+01:00 بشكل دائم منذ عام 2019.

### ناميبيا
عند استقلال ناميبيا، ورثت البلاد تنظيمات التوقيت الخاصة بجنوب أفريقيا، وكانت ضمن المنطقة الزمنية UTC+02:00 على مدار السنة.من عام 1994 حتى عام 2017، استخدمت ناميبيا التوقيت الشتوي، وهو إجراء تقديم الساعة ساعة واحدة إلى الوراء خلال أشهر الشتاء. في هذه الفترة، كان التوقيت القياسي لناميبيا UTC+02:00 (توقيت وسط أفريقيا) في الصيف، وUTC+01:00 (توقيت غرب أفريقيا) في الشتاء.[بحاجة لمصدر] ُدخل هذا التغيير الذي أُطلق عليه اسم “التوقيت القياسي لناميبيا” في عام 1993، بسبب المخاوف من ذهاب الأطفال إلى المدارس قبل شروق الشمس. يبدأ التوقيت الشتوي في أول أحد من أبريل عند الساعة 03:00، ويستمر حتى أول أحد من سبتمبر عند الساعة 02:00.في منطقة زامبيزي الواقعة في أقصى شمال شرق ناميبيا، لم يتم تغيير الساعة وظلت على توقيت وسط أفريقيا طوال العام، مما أدى إلى انتشار ناميبيا على منطقتين زمنيتين خلال الشتاء.في العقد 2010، تكررت الدعوات من قبل الشركات والأفراد لإلغاء التوقيت الشتوي، مشيرين إلى عدم التوافق مع جنوب أفريقيا، الشريك التجاري الرئيسي لناميبيا، بالإضافة إلى “فقدان الإنتاجية”.وافق المجلس الوطني على مشروع قانون توقيت ناميبيا لعام 2017 في أغسطس 2017 وألغى قانون عام 1993،مما أعاد ناميبيا إلى المنطقة الزمنية القياسية لجنوب أفريقيا UTC+02:00.

### تونس
تبنّت تونس التوقيت الصيفي لأول مرة في عام 2005، بدءًا من 1 مايو 2005، مع الالتزام بعد ذلك بجداول التوقيت الخاصة بالاتحاد الأوروبي. جاء ذلك كخطوة من الحكومة لتعزيز ترشيد استهلاك الطاقة. في عام 2009، ألغت الحكومة التوقيت الصيفي واحتفظت بالتوقيت القياسي على مدار السنة.

## الدول الأفريقية التي لا تستخدم التوقيت الصيفي
هذه البلدان أو المناطق لا تستخدم التوقيت الصيفي، على الرغم من أن بعضها كان يستخدمه في الماضي:
1. الجزائر (لاحظت التوقيت الصيفي قبل عام 1981)
2. أنغولا
3. بنين
4. بوتسوانا
5. بوركينا فاسو
6. بوروندي
7. الكاميرون
8. الرأس الأخضر
9. جمهورية أفريقيا الوسطى
10. تشاد (لاحظت التوقيت الصيفي في 1979–1980)
11. جزر القمر
12. جمهورية الكونغو الديمقراطية
13. جمهورية الكونغو
14. ساحل العاج
15. جيبوتي
16. غينيا الاستوائية
17. إريتريا
18. إسواتيني (سوازيلاند)
19. إثيوبيا
20. الغابون
21. غامبيا
22. غانا
23. غينيا
24. غينيا بيساو
25. كينيا
26. ليسوتو
27. ليبيريا
28. ليبيا
29. مدغشقر
30. مالاوي
31. مالي
32. موريتانيا
33. موريشيوس
34. مايوت
35. المغرب
36. موزمبيق
37. ناميبيا (لاحظت التوقيت الصيفي بين 1994 و2017)
38. النيجر
39. نيجيريا
40. رواندا
41. إقليم سانت هيلانة وتوابعه
42. ساو تومي وبرينسيب
43. السنغال
44. سيشل
45. سيراليون
46. الصومال
47. جنوب أفريقيا (لاحظت التوقيت الصيفي بين 1942 و1944)
48. جنوب السودان
49. السودان
50. تنزانيا
51. توغو
52. تونس
53. أوغندا
54. الصحراء الغربية
55. زامبيا
56. زيمبابوي